# 프리드리히 4세 폰 슐레스비히홀슈타인고토르프 공작
프리드리히 4세 폰 슐레스비히홀슈타인고토르프 공작(독일어: Friedrich IV. von Schleswig-Holstein-Gottorf, 1671년 10월 18일 ~ 1702년 7월 19일)은 홀슈타인고토르프 공작이다.
프리드리히 4세는 1671년 10월 18일에 고토르프성에서 홀슈타인고토르프 공작 크리스티안 알브레히트 폰 슐레스비히홀슈타인고토르프 공작과 프레데리케 아말리 애 단마르크 왕녀 부부의 장남으로 태어났다. 1695년에 사망한 크리스티안 알브레히트의 뒤를 이어 홀슈타인고토르프 공작위를 물려받았고 1698년 5월 12일에는 스웨덴의 칼 11세 국왕과 울리카 엘레오노라 애 단마르크 왕녀 부부의 장녀인 헤드비그 소피아 아브 스베리예 왕녀와 결혼하였다.
1700년에는 아들인 카를 프리드리히 폰 슐레스비히홀슈타인고토르프 공작이 태어났다. 대북방 전쟁에 참전했으며 1702년 7월 19일에 폴란드에서 일어난 클리슈프 전투에서 전사하였다. 공작위는 그의 아들인 카를 프리드리히가 물려받았다.